# Romagna estense

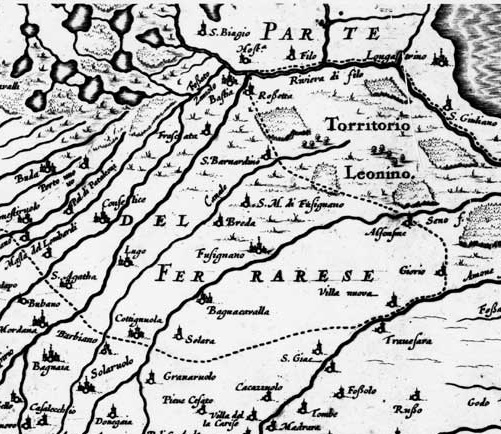
I territori un tempo appartenuti alla casa d'Este in Romagna (ricompresi all'interno della linea tratteggiata).

La Romagna estense, nota anche come Romagna Ferrarese o Bassa Romagna, è la parte della provincia di Ravenna che comprende gli attuali comuni di Lugo, Bagnacavallo, Cotignola, Conselice, Massa Lombarda, Sant'Agata sul Santerno e Fusignano.

Il territorio è individuabile anche dall'elenco delle pievi che vi sorgevano nel Basso Medioevo. Erano sette e corrispondevano a: S. Maria in Fabriago, San Lorenzo, Fusignano, Bagnacavallo, S. Pietro in Bussita (al confine col territorio di Piangipane), Barbiano (cui facevano capo Lugo e Cotignola), e Sant'Agata.

Il toponimo viene dal fatto che questi territori, tra la fine del XIV secolo e la prima metà del XV secolo, entrarono a fare parte dei domini della casa d'Este (duchi di Ferrara, Modena e Reggio). A parte una parentesi veneziana, questi territori rimasero legati al Ducato di Ferrara fino alla devoluzione allo Stato della Chiesa, nel 1598. I ferraresi chiamarono la Romagna estense Romandiola.

## Storia

### Formazione della Romagna estense (1408-1445)
Sebbene già durante il XIV secolo gli Este avessero acquisito i primi possedimenti in Romagna, gli eventi che sancirono la formazione della Romagna estense furono:
- l'acquisizione di Conselice nel 1408[3];
- le cessioni di papa Eugenio IV a Niccolò d'Este dei seguenti centri abitati:
  - il 24 gennaio 1437[4], della città di Lugo: il centro abitato più importante della Bassa Romagna. Lugo era nota per il mercato settimanale che richiamava ogni mercoledì molta gente da tutta la Romagna e dalle regioni vicine. Gli Este superarono la concorrenza dei conti di Cunio e di Nicolò Piccinino (comandante al servizio del duca di Milano)[5];
  - altri tre comuni romagnoli: Bagnacavallo, Massa Lombarda e Sant'Agata sul Santerno (con bolla del 23 settembre 1440);
- la cessione dello stesso Eugenio IV a Leonello d'Este, figlio di Niccolò, del feudo di Fusignano nel 1445.

### Gli anni seguenti al 1445
Durante l'epoca di Leonello e di Borso d'Este († 1471), la Romagna estense attraversò un periodo di pace. Durante questa fase furono realizzate opere di bonifica (delle valli Libba e Fenaria), di idraulica (raddrizzamento del fiume Santerno) e di miglioramento della viabilità stradale. Su una piana in via di prosciugamento fu realizzata una via di comunicazione diretta tra Lugo e Ferrara, realizzata alla sinistra del fiume. Sia gli interventi sul Santerno sia la costruzione della nuova strada facilitarono ed incrementarono le comunicazioni tra il territorio di Ferrara, posto a nord del Po di Primaro, e le terre poste a sud del Po. La strada che congiungeva Lugo con il Po di Primaro prese il nome da una fortezza («Bastia») posta a guardia del Primaro. Per secoli la Bastia fu il maggiore baluardo degli Este in difesa del confine meridionale del Ducato

Nel 1482 scoppiò una guerra tra Ferrara e Venezia. I veneziani occuparono Fusignano e saccheggiarono la campagna di Lugo. L'intervento del papa sancì la fine del conflitto. Fusignano fu riconsegnata agli Este.
Nel settembre 1494 la Romagna estense fu terra di passaggio di eserciti stranieri. Re Carlo VIII di Francia invase la penisola per muovere guerra al Regno di Napoli; il Duca di Ferrara Ercole I gli diede il permesso di attraversare i suoi territori. Essendo Ercole I sposato con Eleonora d'Aragona, figlia di Ferdinando I di Napoli, Ferrara poteva essere una potenziale nemica di Carlo VIII. Il gesto servì ad evitare uno scontro. Allo stesso tempo, però, re Ferdinando aveva deciso di tenere la battaglia il più lontano possibile dai propri territori. Anch'egli, quindi si rivolse ad Ercole pregandolo di accogliere il proprio esercito nelle sue terre. Il Duca di Ferrara non poté fare altro che acconsentire. Infine, Ercole I si dichiarò neutrale. Ne approfittò Ludovico il Moro, Duca di Milano, alleato di Carlo VIII che inviò colà il proprio esercito. La Romagna estense si trovò così, suo malgrado, ad ospitare per tutto il mese di settembre 1494 tre eserciti contemporaneamente.
Tra il 1499 e il 1501 la Romagna fu invasa dall'esercito di Cesare Borgia, che conquistò una dopo l'altra tutte le città principali. Nel 1502 si verificò l'estinzione della dinastia degli Sforza, che in Romagna possedeva il castello di Cotignola. Il Borgia, Duca di Romagna, decise di cedere la città al re di Francia, che a sua volta la vendette agli Este. Cotignola entrò così a far parte della Romagna estense.
Tra il 1509 e il 1511 si combatté, in Italia, la guerra della Lega di Cambrai, coalizione guidata dal re di Francia Luigi XII contro la Repubblica di Venezia. Lo Stato Pontificio entrò nel conflitto alleandosi con Luigi XII. Nel 1510 cambiò campo, passando dalla parte della Serenissima. Venezia attaccò il Ducato di Ferrara da nord, l'esercito pontificio penetrò nella Romagna estense da sud (giugno) e sottrasse al controllo estense tutti i suoi castelli. L'ultima ad arrendersi fu Lugo (agosto 1510).

Nel marzo 1511 papa Giulio II ordinò il ritiro delle truppe pontificie. Ne approfittò subito Alfonso I d'Este, che recuperò tutti i propri domini. Ma la reazione del pontefice fu immediata: entro la fine dell'anno Lugo e le altre terre della Romagna estense ritornarono alla Santa Sede. Tra il Natale 1511 e il gennaio 1512 la guerra riprese con più violenza di prima: Alfonso I e Luigi XII sconfissero l'esercito pontificio alla Bastia e ripresero possesso della Romagna estense.
Nel 1527 Lugo e gli altri paesi della Romagna estense ritornarono sotto la Chiesa. Ma in quell'anno avvenne anche la calata dei Lanzichenecchi in Italia. Gli imperiali di Carlo V  riconsegnarono la Romagna estense a Ferrara.
Nel 1598 si esaurì la dinastia degli Este. Tutti i loro possedimenti ritornarono allo Stato della Chiesa. Fu creata la Legazione di Ferrara. Al suo interno furono ricompresi i paesi della Romagna estense.
Nel febbraio 1797 l'esercito napoleonico occupò i territori delle Legazioni pontificie di Ferrara, Bologna e di Romagna. La Romagna estense fu annessa prima al Dipartimento del Lamone (capoluogo Faenza), che ebbe vita breve, poi al Dipartimento del Rubicone, comprendente tutta la Romagna, con capoluogo Forlì.

Con la Restaurazione fu ripristinato l'assetto amministrativo precedente. La Romagna estense fu inserita nella Legazione di Ferrara.
Nel dicembre 1859 la Romagna estense fu interessata al processo di riorganizzazione dei territori acquisiti dal Regno di Sardegna e sottratti allo Stato Pontificio. Tutti i comuni furono aggregati alla Provincia di Ravenna, circoscrizione di cui fanno parte tuttora.

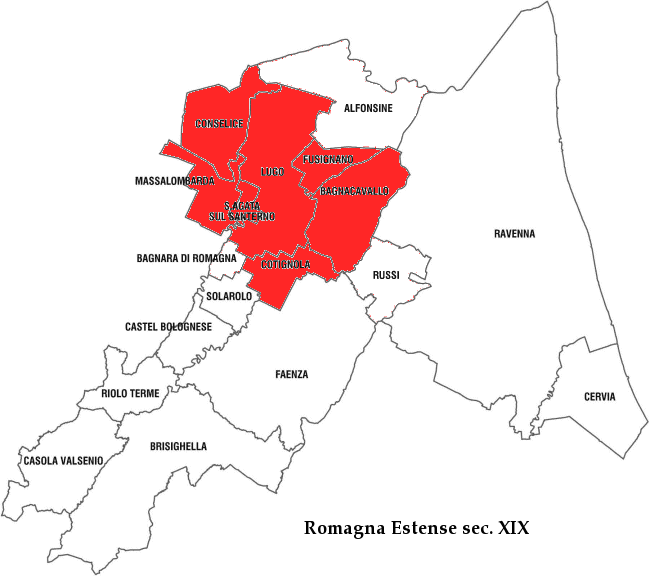
I sette comuni della Romagna estense.

Quadro riassuntivo
| Città                 | Possesso diretto della Santa Sede | Cessione a una famiglia patrizia o a un condottiero | Nel Ducato di Ferrara                          | Nella Legazione di Ferrara | Nel Dipartimento del Rubicone | Nella Legazione di Ferrara |
| --------------------- | --------------------------------- | --------------------------------------------------- | ---------------------------------------------- | -------------------------- | ----------------------------- | -------------------------- |
| Lugo                  | 1436 1510 1511 1513 1521 1527-34  |                                                     | 1437-1510 1511 1512-13 1513-21 1521-27 1534-98 | 1598-1796                  | 1797-1815                     | 1815-50                    |
| Bagnacavallo          | 1440                              |                                                     | 1440-1598                                      | 1598-1796                  | 1797-1815                     | 1815-50                    |
| Cotignola             | 1405 1510 1511-13 1513-21 1527    | 1411-1502                                           | 1502-10 1511 1513 1521-27 1527-98              | 1598-1796                  | 1797-1815                     | 1815-50                    |
| La Massa e Sant'Agata | 1440                              |                                                     | 1440-1598                                      | 1598-1796                  | 1797-1815                     | 1815-50                    |
| Conselice             | 1407                              | 1407                                                | 1408-1598                                      | 1598-1796                  | 1797-1815                     | 1815-50                    |
| Fusignano e Alfonsine | 1440 1510 1514                    | 1441 1510-13 1516                                   | 1445-1510 1516-1598                            | 1598-1796                  | 1797-1815                     | 1815-50                    |

## Elenco dei Commissari generali della Romagna estense dal 1442 al 1567
| Data di nomina | Nome                    | Provenienza            |
| 1442           | Carlo Nuvoloni          | Mantova                |
| 1450           | Roberto Strozzi         |                        |
| 1471           | Antonio Guidoni         | Modena                 |
| 1482           | Galasso Ariosti         | Ferrara                |
| 1485           | Tito Strozzi            | Ferrara                |
| 1489           | Niccolò Coccapani       | Carpi                  |
| 1491           | Alberto della Sala      |                        |
| 1493           | Lippo dei Boccamaggiori | Ferrara                |
| 1495           | Francesco Gualenghi     | Ferrara                |
| 1497           | Niccolò Ariosti         | Ferrara                |
| 1498           | Alberto Rondinelli      | Lugo                   |
| 1499           | Aldovrandino Guidoni    | Modena (o di Ferrara?) |
| 1501           | Rinaldo Sacrati         | Ferrara                |
| 1503           | Lorenzo Leoni           |                        |
| 1504           | Ettore Sacrati          | Ferrara                |
| 1505           | Francesco Gualenghi     |                        |
| 1507           | Guido Strozzi           | Ferrara                |

Nel 1510, dopo la guerra tra la Repubblica di Venezia e la Lega di Cambrai, la Romagna estense viene ripresa dallo Stato Pontificio (regnante papa Giulio II). Due anni dopo viene nuovamente ceduta al Ducato di Ferrara. La cronologia continua come segue:
| Data di nomina | Nome                       | Provenienza    |
| 1512           | Manfredo dei Manfredi      |                |
| 1513           | Sigismondo Salimbeni       | Ferrara        |
| 1514           | Rinaldo Ariosti            | Ferrara        |
| 1517           | Ettore Sacrati             | Ferrara        |
| 1520           | Girolamo Montecuccoli      | Modena         |
| 1521           | Francesco Sacrati          | Ferrara        |
| 1522           | Sigismondo Salimbeni       | Ferrara        |
| 1526           | Agostino Villa             | Ferrara        |
| 1527           | Francesco Lombardini       |                |
| 1530           | Scipione Bonleo            |                |
| 1535           | Giuliano Coccapani         | Carpi          |
| 1537           | Bonifacio Ruggeri          |                |
| 1538           | Scipione Bonleo            |                |
| 1541           | Camillo Tassoni            | Ferrara        |
| 1543           | Giulio (o Alberto) Sacrati | Ferrara        |
| 1547           | Antonio Coccapani          | Carpi          |
| 1550           | Giovanni Francesco Sacrati | Ferrara        |
| 1553           | Girolamo Montecuccoli      | Modena         |
| 1556           | Clemente Arienti           | Ferrara        |
| 1558           | Gian Maria Crispi          | dal Monferrato |
| 1559           | Ippolito Malaguzzi         | Reggio         |
| 1562           | Gian Tommaso Lavezzoli     |                |
| 1566           | Ippolito Fontana           |                |

## Elenco dei Governatori della Romagna estense dal 1567 al 1598
| Data di nomina | Nome                 | Provenienza |
| 1567           | Camillo Montecuccoli | Modena      |
| 1571           | Battista Montecatini | Ferrara     |
| 1573           | Sigismondo Morandi   | Modena      |
| 1576           | Alessandro Sacrati   | Ferrara     |
| 1579           | Paolo Carandini      | Modena      |
| 1589           | Gian Maria Crispi    | Ferrara     |
| 1589           | Leandro Gerlinzoni   | Modena      |
| 1592           |                      |             |
| 1595           | Orazio Forcilerio    | Modena      |

## Vestigia estensi nella Bassa Romagna

Torre di Uguccione della Faggiola del 1297, ricostruita da Borso d'Este nel 1450.

All'inizio del XX secolo la gran parte dei monumenti fatti costruire dagli Este nei loro possedimenti in Romagna era ancora visibile, anche se non tutti erano in buono stato. Per un malinteso senso della modernità, nel giro di una ventina d'anni fu abbattuta una buona parte di essi. Il resto cadde in seguito ai bombardamenti della seconda guerra mondiale. L'unico monumento estense rimasto in tutto il territorio è la rocca di Lugo, fatta costruire alla metà del XV secolo da Alfonso I, il cui profilo attuale risale alla seconda metà del secolo successivo, al tempo di Alfonso II.